# Dendrobium rennellii
Dendrobium rennellii är en orkidéart som beskrevs av Phillip James Cribb. Dendrobium rennellii ingår i släktet Dendrobium, och familjen orkidéer. Inga underarter finns listade i Catalogue of Life.